# Isotiazolinona
La isotiazolinona es un compuesto orgánico heterocíclico con la fórmula C3H3NOS. Es un sólido blanco, estructuralmente relacionado con el isotiazol. La isotiazolona en sí tiene un interés limitado, pero varios de sus derivados son conservantes y antimicrobianos ampliamente utilizados.

## Síntesis
En comparación con otros muchos heterociclos simples, el descubrimiento de la isotiazolinona es bastante reciente; los primeros informes aparecieron en la década de 1960.
Las isotiazolinonas se pueden preparar a escala industrial mediante el cierre del anillo de 3-mercaptopropanamidas. Estos a su vez se producen a partir del ácido acrílico a través del ácido 3-mercaptopropiónico:

El cierre del anillo de la tiol-amida se efectúa típicamente mediante cloración u oxidación de la 3-sulfanilpropanamida al disulfuro correspondiente.

Se han desarrollado muchas otras rutas, incluida la adición de tiocianato a amidas de propargilo.

## Mecanismo de acción
La actividad antimicrobiana de las isotiazolinonas se atribuye a su capacidad para inhibir aquellas enzimas con tioles en sus sitios activos. Se ha establecido que las isotiazolinonas forman disulfuros mixtos tras el tratamiento con dichas especies.

## Aplicaciones
Las principales isotiazolonas comerciales son:

Metilisotiazolinona (MIT, MI)
Metilcloroisotiazolinona (CMIT, CMI, MCI)
Benzisotiazolinona (BIT)
Octilisotiazolinona (OIT, OI)
Diclorooctilisotiazolinona (DCOIT, DCOI)
Butilbencisotiazolinona (BBIT)

Todos estos compuestos exhiben propiedades antimicrobianas. Se utilizan para controlar bacterias, hongos y algas en sistemas de agua de enfriamiento, tanques de almacenamiento de combustible, sistemas de agua de fábricas de pulpa y papel, sistemas de extracción de petróleo, conservación de madera y algunas pinturas. Son agentes antiincrustantes. Se usan frecuentemente en champús y otros productos para el cuidado del cabello.
La clorometilisotiazolinona (CMIT) y la 2-metil-4-isotiazolin-3-ona (metilisotiazolinona o MIT) son derivados populares. Una mezcla 3:1 de CMIT:MIT se vende como Kathon como una solución madre concentrada que contiene entre un 1,5 y un 15 % de CMIT/MIT. Para estas aplicaciones, el nivel de uso recomendado es de 6 ppm a 75 ppm de isotiazolonas activas.
La 4,5-dicloro-2-n-octil-4-isotiazolin-3-ona (DCOI) se utiliza especialmente como agente antiincrustante, es decir, pintura para cascos de barcos para evitar la formación de percebes, etc.

## Aspectos de seguridad y medioambientales
Además de su función deseada, controlar o matar microorganismos, las isotiazolinonas también tienen efectos indeseables. Muchos países están considerando prohibir parcial o totalmente la sustancia debido a los peligros conocidos que conlleva el uso del biocida.

### Medio ambiente
Las isotiazolinonas tienen una alta toxicidad acuática. Se ha detectado DCOI tanto en muestras de agua portuaria como de sedimentos en Osaka, Japón, especialmente en zonas de amarre con circulación débil. Los niveles de DCOI amenazan a varios invertebrados marinos. Las isotiazolinonas también son extremadamente tóxicas para los peces.

### Dermatitis
En 2014, el Comité Científico de Seguridad de los Consumidores (CCSC) de la Comisión Europea informó: «El drástico aumento de las tasas de casos notificados de alergia de contacto a la MIT, detectados mediante pruebas diagnósticas con parche, no tiene precedentes en Europa; se han recibido reiteradas advertencias sobre este aumento. Este aumento se debe principalmente a la creciente exposición de los consumidores a la MIT procedente de productos cosméticos; también debe considerarse la exposición en productos domésticos, pinturas y en el entorno laboral. El retraso en la reevaluación de la seguridad de la MIT en productos cosméticos preocupa al CCSC, ya que ha afectado negativamente a la seguridad de los consumidores».
Se desconoce qué proporción de la población general está actualmente sensibilizada a la MI y no se ha confirmado su sensibilización. En 2014, el CCSC emitió una prohibición voluntaria de la mezcla de metilcloroisotiazolinona (y) metilisotiazolinona (MCI/MIT) en productos sin aclarado, como cremas corporales. La medida tiene como objetivo reducir el riesgo y la incidencia de alergias cutáneas. El conservante puede seguir utilizándose en productos con aclarado, como champús y geles de ducha, a una concentración máxima de 0,0015% de una mezcla en una proporción 3:1 de MCI/MIT. La medida se aplicará a los productos comercializados después del 16 de julio de 2015. Poco después, Canadá adoptó medidas similares en su Lista de Ingredientes Cosméticos Prioritarios. Además, nuevas investigaciones sobre la reactividad cruzada de pacientes sensibilizados a la MIT a las variantes benzisotiazolinona y octilisotiazolinona han descubierto que pueden ocurrir reacciones si están presentes en cantidades suficientes.

## Dermatitis alérgica de contacto
La metilisotiazolinona se utiliza comúnmente en productos junto con metilcloroisotiazolinona, una mezcla vendida bajo el nombre comercial registrado Kathon CG. Una indicación común de sensibilidad al Kathon CG es la dermatitis alérgica de contacto. La sensibilización a esta familia de conservantes se observó ya a finales de la década de 1980. El uso de conservantes a base de isotiazolinona ha provocado numerosos casos de alergia de contacto. En 2013, la sustancia fue declarada Alérgeno de Contacto del Año 2013 por la Sociedad Americana de Dermatitis de Contacto. En 2016, la Academia de Dermatitis lanzó un llamado a la acción para que los pacientes informaran su alergia a la isotiazolinona a la FDA.
El 13 de diciembre de 2013, la asociación de empresas Cosmetics Europe, tras conversaciones con la Sociedad Europea de Dermatitis de Contacto (ESCD), recomendó a sus miembros que suspendieran el uso de metilisotiazolinona (MIT) en productos para la piel sin aclarado, incluidas las toallitas húmedas cosméticas. Esta medida se recomienda para la seguridad del consumidor en relación con las reacciones cutáneas adversas. Se recomienda que las empresas no esperen la intervención regulatoria en virtud del Reglamento sobre Cosméticos, sino que implementen esta recomendación lo antes posible.
El 27 de marzo de 2014, el CCSC emitió un dictamen sobre la seguridad de la metilisotiazolinona. En este informe sólo se tuvo en cuenta la cuestión de la sensibilización por contacto. El comité concluyó:
“Los datos clínicos actuales indican que 100 ppm de MIT en productos cosméticos no son seguros para el consumidor.
"En el caso de los productos cosméticos que no requieren aclarado (incluidas las 'toallitas húmedas'), no se han demostrado de forma adecuada concentraciones seguras de MIT para la inducción o provocación de alergia de contacto.
"Para los productos cosméticos que se enjuagan, una concentración de 15 ppm (0,0015 %) de MIT se considera segura para el consumidor desde el punto de vista de la inducción de alergia de contacto. Sin embargo, no hay información disponible sobre la elicitación."
Colgate-Palmolive lo había añadido como ingrediente en un enjuague bucal que salió al mercado en agosto de 2014 con el nombre Colgate Total Lasting White.
A nivel industrial, la mayor exposición ocupacional por inhalación ocurre durante el vertido al aire libre. También se produce exposición no ocupacional a isotiazolinonas en la población general, aunque en concentraciones mucho más bajas. Estos compuestos están presentes en varios cosméticos de uso común.